# 游書珣
游書珣（1982年—），台灣作家、影視創作者，臺灣藝術大學應用媒體藝術研究所MFA。

## 出版作品

### 散文集
- 《青雪踏踏-孩子們的日常詩想》，2022，斑馬線出版社。

### 詩集
- 《站起來是瀑布，躺下來是魚兒冰塊》，2016，斑馬線出版社。
- 《大象班兒子，綿羊班女兒》，2019，黑眼睛文化。

### 其他
- 《媽媽+1：二十首絕望與希望的媽媽之歌》，2018，黑眼睛文化，與林婉瑜、吳俞萱、顆粒等合著。
- 《小行星點讀系列：唱兒歌學注音》，2019，親子天下出版。
- 《小孩遇見詩：想和你一起曬太陽》，2020，木馬文化，與夏夏、林蔚昀、潘家欣等合著。
- 《小孩遇見詩：五個媽媽》，2020，木馬文化，與馬尼尼為、蔡宛璇、瞇等合著。

## 文學獲獎紀錄
- 《甕裡的母親》，第四屆林榮三文學獎新詩佳作 [3]
- 《公路之舞—寫給段氏日玲與蘇莉娜》，第七屆林榮三文學獎新詩首獎 [4]
- 《餐桌上的陌生人》，聯合報文學獎新詩評審獎 [5]
- 《葉尖上的名字》，聯合報文學獎新詩首獎 [6]
- 《重編新英文法之例句翻譯》2018打狗鳳邑文學獎新詩首獎、高雄獎[7]
- 《數學‧詩》磺溪獎[8]

## 劇本獲獎紀錄
- 《孩子》，優良電視劇本獎優等 [9]
- 《雨之國》，優良電影劇本獎佳作 [10]
- 《溫泉鄉青春夢》(與張英珉合著)，「拍台北」電影劇本佳作 [11]

## 影片獲獎紀錄
- 《造詩術》，台北國際詩歌節數位影像詩首獎

## 外部連結
- 國藝會專訪
- 台灣文學獎評審紀錄 （页面存档备份，存于）
- 黑眼睛出版社作者介紹 （页面存档备份，存于）
- 成為你我的媽媽友 自由時報副刊專訪